# Amaru Entertainment
Amaru Entertainment (раніше Amaru Records) — американський лейбл звукозапису, заснований у 1997 році матір'ю покійного Тупака Шакура Афені Шакур. Лейбл був створений для випуску раніше невиданого матеріалу Тупака, і йому надали права на випуск записів, зроблених під час його роботи в Interscope та Death Row Records, а також права на перевидання його альбомів 2Pacalypse Now, Strictly 4 My N.I.G.G.A.Z..., Thug Life: Volume 1 та Me Against the World. Спочатку лейбл поширював свої релізи через Jive Records, а з 2011 року релізи стали розповсюджуватися через Interscope. Amaru Entertainment випустив 11 посмертних альбомів Тупака, а також документальний фільм під назвою Тупак: Воскресіння. 
2 травня 2016 року Афені Шакур померла від серцевого нападу. 
Після смерті Афені Amaru Entertainment керував Том Воллі, музичний директор, який колись підписав Тупака на Interscope Records. Секіва «Сет» Шакур, молодша зведена сестра Тупака і президент Фонду Тупака Амару Шакура, веде постійний судовий процес з Томом Воллі щодо контролю над Amaru Entertainment і спадщиною Тупака.

## Релізи
- R U Still Down? (Remember Me) (1997)
- Greatest Hits (1998)
- Still I Rise (1999)
- Until the End of Time (2001)
- Better Dayz (2002)
- Tupac: Resurrection (2003)
- Loyal to the Game (2004)
- Pac's Life (2006)
- Beginnings: The Lost Tapes 1988–1991 (2007)